# Seat León
Seat León je kompaktni automobil španjolske marke Seat, a dostupan je isključivo u peterovratnoj hatchback izvedbi.
León prve generacije na tržištu se pojavio 1999. godine, a izveden je na platformi Volkswagen Golfa s kojim dijeli i mnoge komponente. U jesen 2005. godine na tržištu se pojavila i potpuno redizajnirana druga generacija. 2013 Leon III